# 高強度間歇訓練
高強度間歇訓練（英語：High Intensity Interval Training），
HIIT是結合了高強度訓練及間歇訓練而成的運動類型。
這類型的運動特色在於，透過短時間的高耗能運動加上短暫歇息的方式來降低體脂肪率。

## 高強度訓練及間歇訓練

### 高強度訓練
強度較高且具爆發力的運動即稱為高強度訓練。人類透過高強度的運動，讓身體中的肌肉感受到疲勞、進而開始大量消耗氧氣。
此時高運動強度讓身體耗氧量達到最大攝氧量（身體在運動時可以消耗的氧氣量最大值）時，會啟動一種機制叫做「後燃效應 After-burn Effect」，
簡單來說，就是可以讓身體在停止運動之後，還繼續消耗氧氣，因此也能持續消耗熱量。

### 間歇訓練
將運動內容分段交叉進行（如：動-停-動-停，或是高強度-低強度-高強度-低強度）的方式。

## 訓練項目簡介
- 跑步

熱身（5到10分鐘，至身體微微出汗程度）-> 高強度運動：全力衝刺（約20秒）-> 間歇運動：慢跑或快走（一分鐘）
重複上述最後兩步驟5次，一週建議進行2至4次為佳。
- 游泳

熱身（入水後韻律呼吸1分鐘以適應水溫，再使用浮板暖身10分鐘）-> 高強度運動：雙腳打水直線衝刺（25m）->間歇休息：韻律呼吸（一分鐘）
重複上述最後兩步驟5次，並執行5回合。。